# NGC 4097
NGC 4097 este o galaxie lenticulară situată în constelația Ursa Mare. A fost descoperită în 1 mai 1785 de către William Herschel.